# Affreschi di San Simon
Gli affreschi di san Simon sono un ciclo di affreschi del 1549 della chiesa di San Simon, a Vallada Agordina, opera di Paris Bordone.

## Storia e descrizione
Molte sono le ipotesi sulla datazione del ciclo affrescato da Paris Bordone sulle pareti di San Simon; l'ultima e più accreditata è stata avanzata da Sergio Claut il quale sostiene che il ciclo pittorico sia stato dipinto nel corso del 1549. Lo studioso fa riferimento a un'incisione di Giulio Sanudo che riproduce lo sventurato Tantalo dipinto nel 1548 da Tiziano e oggi perduto:
Non è chiaro neppure perché il famoso pittore giunse a Vallada; la tradizione vuole che il Bordone volesse nascondersi per aver offeso un patrizio veneziano, fatto poco credibile: il Vasari lo descrive infatti come un uomo mite, nobile d'animo e schivo. C. B. Tiozzo ha avanzato la verosimile ipotesi che il figurer non sia giunto casualmente a Vallada ma sia stato chiamato dalla comunità della valle del Biois e in particolare dai membri della Regola di Vallada.
Grazie a un'elegante struttura architettonica Paris Bordone ha trasformato l'interno della chiesa medievale in una magnifica aula cinquecentesca. L'ampio loggiato sorge sopra a uno zoccolo coperto da un finto tessuto policromo a bande verticali gialle, verdi e rosse e si apre sui dolci pendii e sugli estesi dossi.
Nella retrofacciata è dipinto un finto portale e il disegno delle lunette cieche del lato settentrionale corrisponde all'intelaiatura delle vetrate meridionali.
L'ampio cornicione modanato che corre tutt'attorno all'aula realizzava il raccordo con il soffitto le cui capriate vennero in quell'occasione coperte per lasciar spazio a un “Giudizio Universale” oppure a un “Paradiso”, forse non dissimile alla pala dipinta nel 1560 per la chiesa di Ognissanti a Treviso.
Ai lati erano rappresentati in quattro tondi i simboli degli evangelisti ai quali Lorenzo Paulitti si poté forse ispirare, come fece per le figure dei santi Cipriano e Rocco e la scena della Natività, dipingendo la volta e le pareti della chiesa di San Rocco a Celat.
I santi raffigurati sono stati scelti con cura: sant'Antonio abate era titolare della chiesa di Cencenighe Agordino, san Cipriano di Taibon Agordino, san Giacomo Maggiore di Gosaldo, san Martino di Tours della Diocesi di Belluno e del Castello di Agordo, san Michele arcangelo di La Valle, san Bartolomeo di Tiser, San Sebastiano di Falcade.
Importante testimonianza riguardante il ciclo pittorico è la relazione della visita pastorale del 29 luglio 1600, durante la quale il vescovo Luigi Lollino ammira con stupore l'opera del Bordone. Con non comune sensibilità artistica, il prelato ordina di non accendere le candele troppo vicine al muro vicino all'altare di sant'Antonio per non rovinarne gli affreschi.
Il vescovo Giulio Berlendis nel 1655 dette ordine di togliere tutto ciò che potesse essere di impedimento alla visione del ciclo eseguito dal pittore trevigiano.
Nel 1724 mons. Valerio Rota proibì di tenere i gonfaloni appesi sui muri della chiesa, per non deturpare la vista dell'opera del Bordone bensì di conservarli in un armadio posto nella Scuola dei Battuti.
La memoria storica del Bordone era già stata persa quando nel 1754 mons. Giacomo Costa visitò la chiesa attribuendo l'opera alla mano di eccelsi professori.
Nel 1774, con l'allargamento della zona absidale, nell'abbattere il muro a sud-est, andarono irrimediabilmente perdute le raffigurazioni dei santi ai lati della piccola abside e il soffitto affrescato. I restanti affreschi vennero coperti da uno strato di calce per uniformare le tinte della vecchia aula alla nuova abside e non come prevenzione contro la peste, come si credeva in passato.
Nel 1802 la costruzione del soppalco per il nuovo organo rovinò sciaguratamente alcune parti degli affreschi.
Nel 1894 la scoperta dei preziosi affreschi del Paris Bordone, coperti di calce da più di cento anni, segnò l'inizio dei lavori di recupero. Nel 1904 infatti la Soprintendenza per i Beni Culturali si impegnò a riportare alla luce, gli antichi affreschi.

### Controfacciata

#### San Cipriano

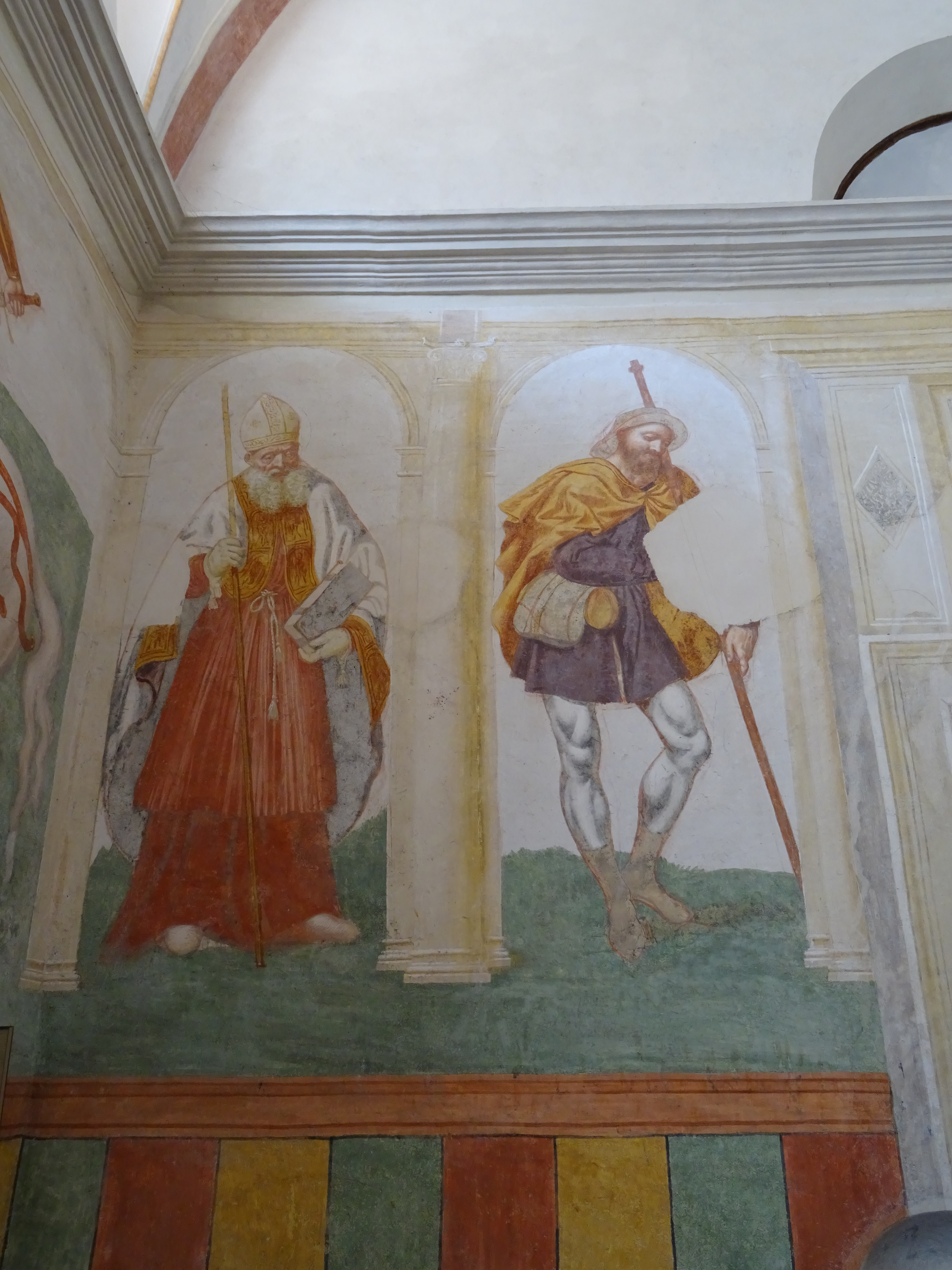
Santi Cipriano e Giacomo il Maggiore

Paris Bordone ha rappresentato San Cipriano vestito di una tunica lunga color porpora in parte coperta da una veste più corta color vermiglione cangiante, fermata alla vita da un semplice cingolo. Sul petto è fermato un ampio ferraiolo candido impreziosito da un largo bordo ricamato a filo d'oro. Sulla testa porta una bassa mitria e le mani guantate stringono un lungo bastone e un codex.
Nel 1565, dipingendo area absidale della chiesa di San Rocco a Celat, oggi adibita a sagrestia, il carnico Lorenzo Paulitti si ispirò alla figure di san Cipriano e san Martino riproducendole nella lunetta centrale.
Notevole è la somiglianza tra san Cipriano e sant'Ambrogio ritratto dal Bordone nella Sacra Famiglia con sant'Ambrogio e un offerente, conservato a Brera. Le tonalità della veste e del mantello sono invertite, simile è anche il bordo ricamato del ferraiolo.

#### San Giacomo Maggiore

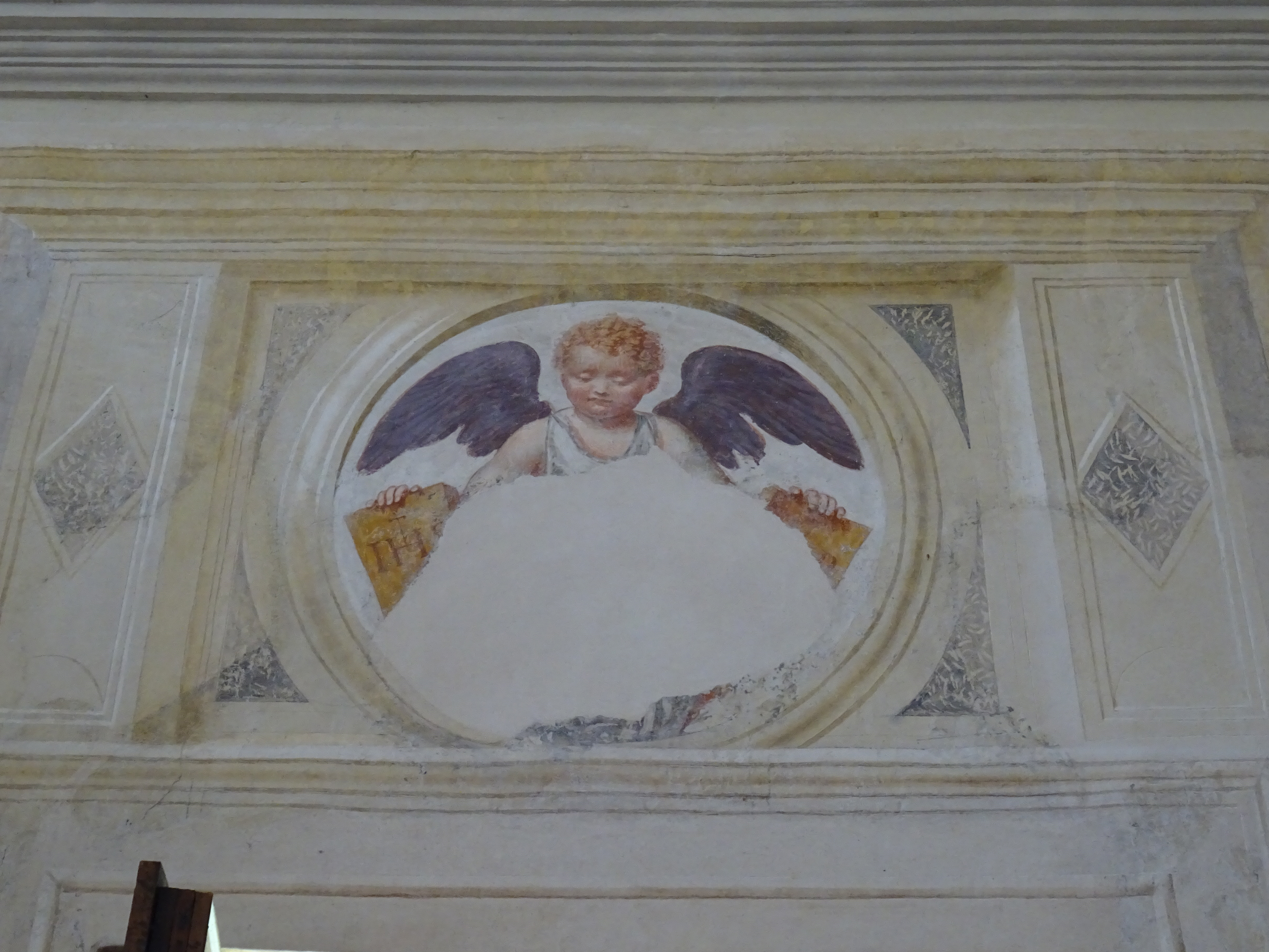
Angelo

San Giacomo Maggiore indossa una corta tunica marrone e un ambrato mantello da viandante (il cosiddetto “tabarrino”), ai piedi calza degli stivali mentre in testa porta un cappello dall'ampia falda. Sono simboli del pellegrino anche il bastone sul quale il Santo poggia la spalla sinistra, la borsa e la piccola fiaschetta che porta legate alla cintola.

#### Angelo
Sopra all'ingresso principale è dipinto un cherubino che regge due tomi. Su quello di sinistra si legge la scritta “ΙΗΣ”, abbreviazione del nome ΙΗΣΟΥΣ (“Iesous” in greco antico), poi resa popolare da San Bernardino da Siena in lettere latine (IHS). A destra lo stato di conservazione rende impossibile la lettura.

#### Sant'Antonio abate

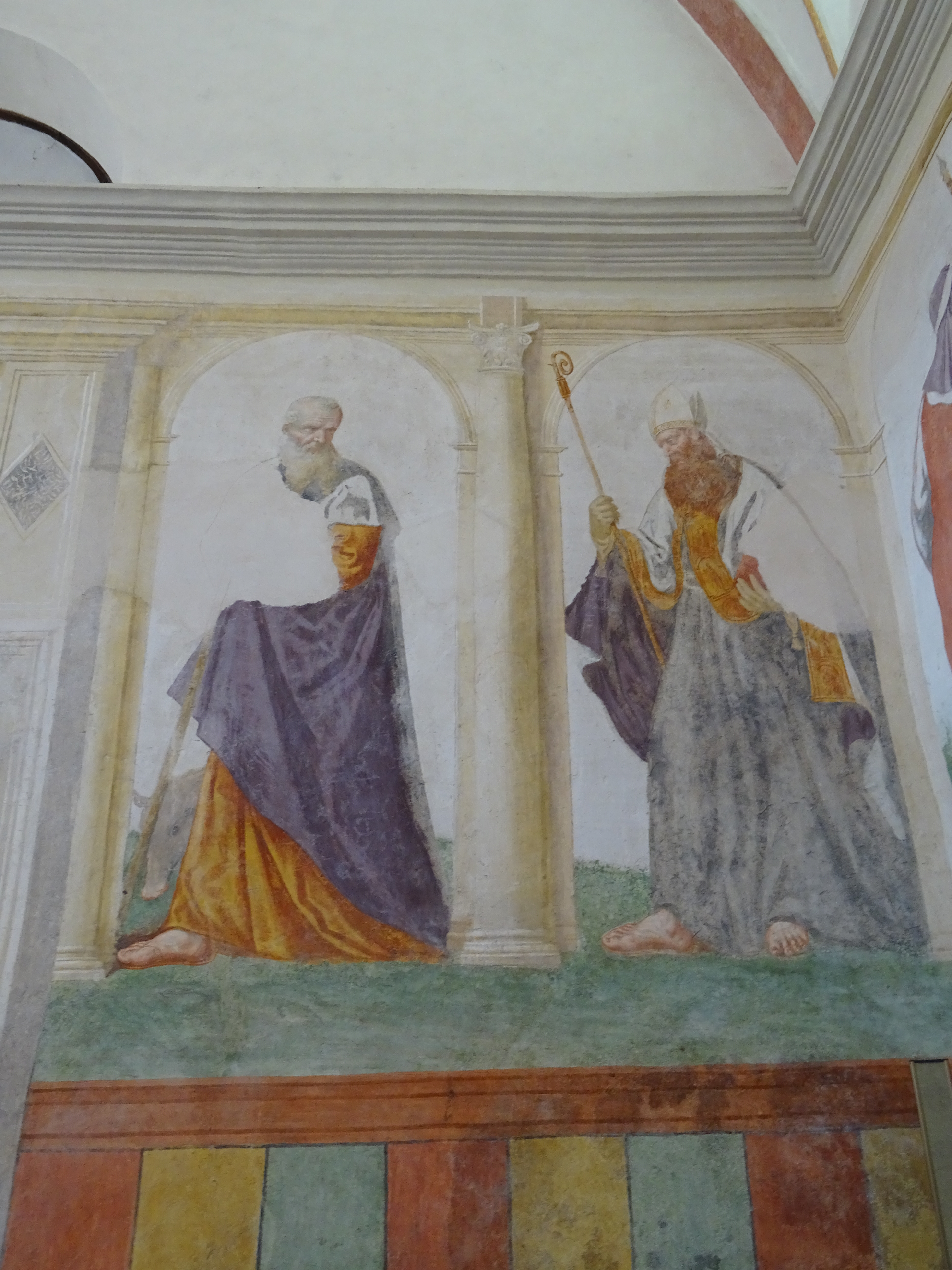
Santi Antonio abate e Martino

Antonio abate è rappresentato con il torso parzialmente ruotato e con il capo rivolto all'indietro. La folta barba canuta che copre le gote scavate, gli alti zigomi e il volto segnato dagli anni accentuano lo sguardo severo e maestoso. Il santo indossa una tunica ambrata che è in parte coperta da un ampio mantello viola. Con la mano sinistra probabilmente reggeva un bastone o una croce a “tau”. Il piede sinistro è rivolto verso l'osservatore quasi volesse, incedendo solennemente, allontanarsi dal morbido prato su cui poggia ed entrare nell'aula.
In secondo piano appare la testa di un maiale, interpretabile come un'allegoria del male oppure come emblema del potere curativo che il grasso di questo animale aveva sugli ammalati colpiti dal fuoco di sant'Antonio. Durante il Medioevo l'ordine degli Antoniani aveva ottenuto il permesso di allevare maiali, nutriti a spese della comunità, che, circolando liberamente all'interno dei centri abitati, entrarono nell'immaginario comune come simbolo del santo.

#### San Martino
Paris Bordone ha rappresentato San Martino di Tours vestito di una lunga tunica scura che, cadendo fino ai piedi con molteplici pieghe, accentua la verticalità della figura. Le spalle sono coperte da un candido ferraiolo impreziosito da un ampio bordo ricamato a filo d'oro. Sono simboli del suo sacro magistero il lungo bastone pastorale che il santo stringe nella mano destra e la mitria che gli copre il capo. Il libro che regge con la mano sinistra è invece emblema della sua cultura.
Lorenzo Paulitti, nell'affrescare la chiesa di San Rocco a Celat nel 1565, copierà la figura di San Martino dimostrando quanto il celebre ciclo pittorico di Paris Bordone sia stato stimolante e innovativo nel contesto della valle del Biois.

### Parete Nord

#### Cattura dei Santi Giuda e Simone

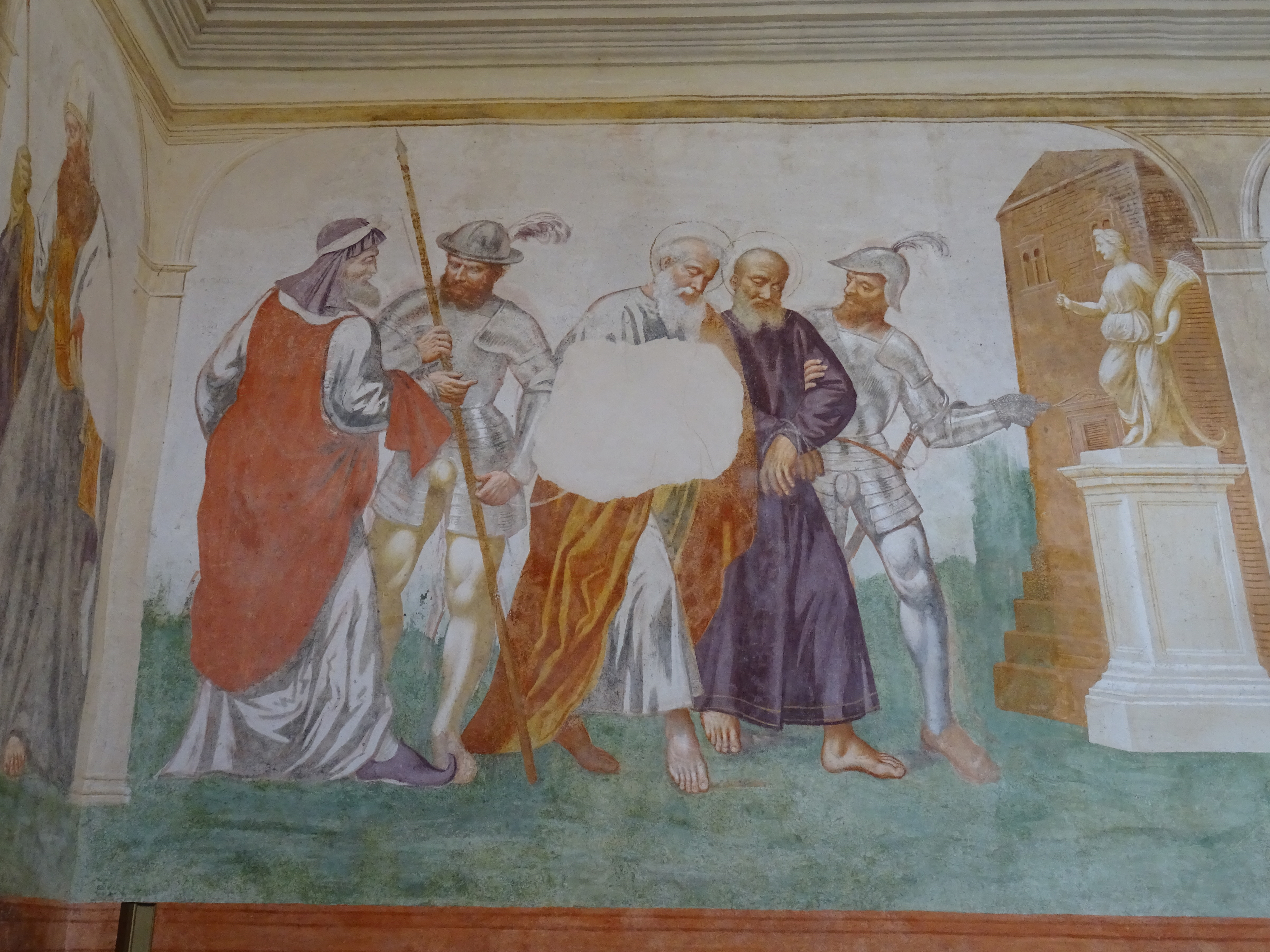
Cattura dei Santi Giuda e Simone

Uno scritto dell'inizio del IV secolo, attribuito a Craton, racconta che gli apostoli Simone e Giuda Taddeo si incontrarono in Persia e, nonostante la continua ostilità dei due maghi Zaroes e Arfaxat, evangelizzarono quel regno. I successi dei due Apostoli furono incredibili: nel giro di quindici mesi battezzarono in Babilonia 60.000 uomini, senza contare le donne e i fanciulli, e in tredici anni percorsero le dodici provincie dell'impero persiano.
Nella città di Suanir fu chiesto ai due Apostoli di compiere dei sacrifici nel tempio del sole. Quando risposero che il sole e la luna erano solamente creature di quel grande Dio che essi annunziavano furono arrestati e condotti a morte.
Nelle due scene della Cattura e del Martirio appaiono gli stessi personaggi.
Gli apostoli sono condotti di fronte al maestoso tempio pagano che un soldato indica con la mano. Simone indossa una tunica cangiante coperta da un ampio manto ambrato mentre Giuda è vestito di una lunga tunica. Gli apostoli appaiono sereni, pronti a coronare con il martirio la loro opera di evangelizzazione.
Insieme con i due apostoli sono stati raffigurati anche due armigeri vestiti di scintillanti armature di foggia rinascimentale. Il loro capo è coperto da due differenti elmi piumati. Mentre la guardia a sinistra porta una spada legata alla cintola, la guardia a destra stringe la corda che lega le mani degli apostoli e impugna con la mano destra una lunga lancia.

#### Martirio dei santi Giuda e Simone

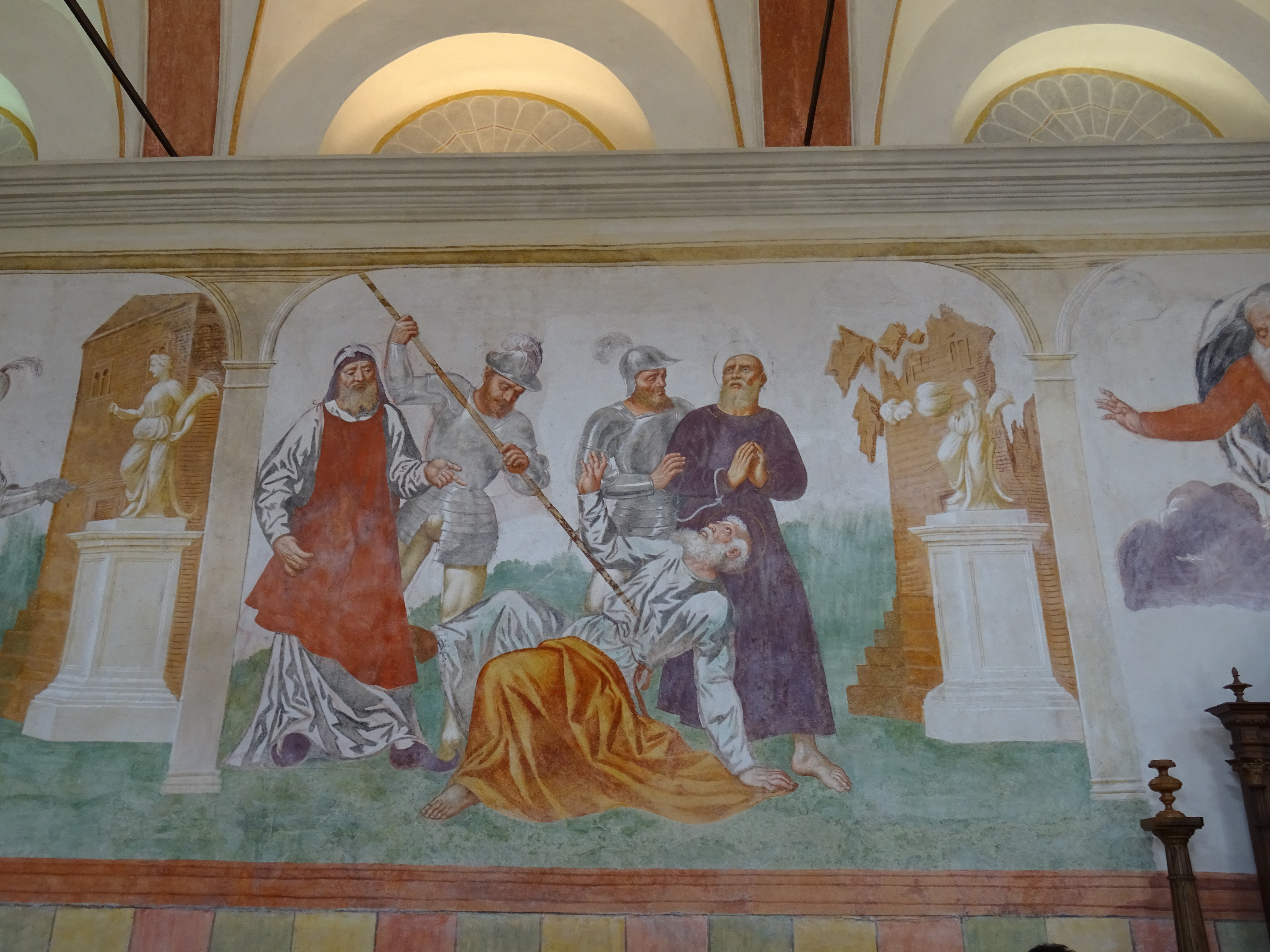
Martirio dei santi Giuda e Simone

La leggenda racconta che i due apostoli liberarono la città di Suanir dai demoni, due figure nere e terrificanti, che si nascondevano all'interno degli idoli pagani. A destra delle due scene della Cattura e del Martirio Paris Bordone ha rappresentato un possente tempio pagano e un simulacro marmoreo della dea Cerere che cadono miseramente in frantumi alla morte dell'apostolo.
Il sacerdote pagano veste una lunga tunica cangiante coperta da una sopravveste purpurea. Indossa un esotico copricapo che scende fino alle spalle e porta dei calzari dalla punta arricciata. Con aria sprezzante e distaccata ordina all'armigero di trafiggere i due apostoli.
Nella scena del martirio Simone è trafitto da un colpo mortale di lancia. Il mantello ambrato che nella scena precedente copriva la spalla è ora caduto sulla sua gamba, trascinato a terra dalla mano sinistra che regge innaturalmente insieme con il piede sinistro il peso del corpo. In secondo piano Giuda Taddeo attende mansueto il destino che Dio gli ha riservato.
Sergio Claut ha fatto notare la somiglianza tra l'affresco a san Simon e la tela commissionata da Maria d’Ungheria a Tiziano nel 1549. La posa dell'apostolo è infatti presa a prestito dall'immagine di Tantalo diffusa da una incisione di Giulio Sanudo.

#### Padre Eterno

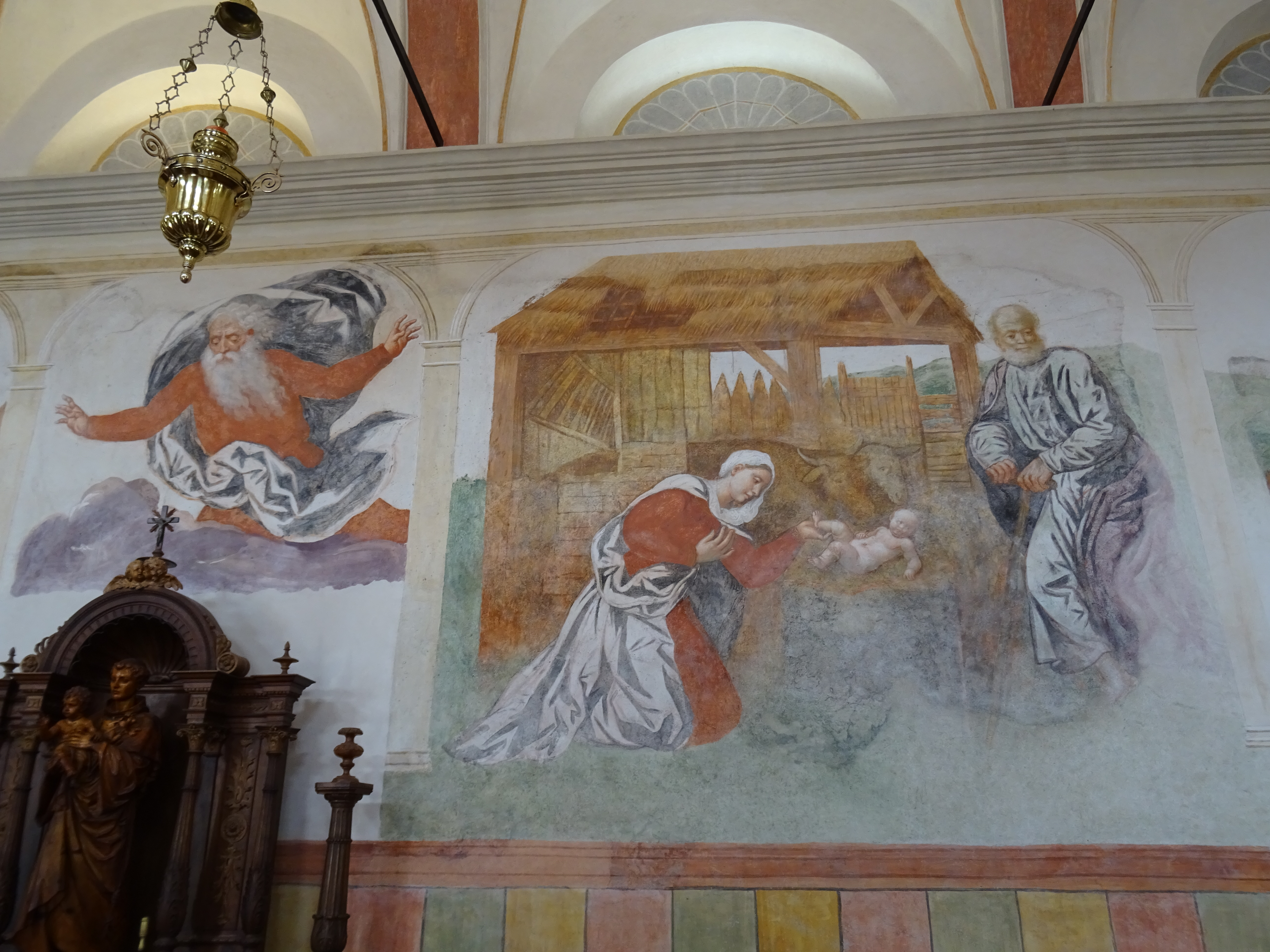
Dio Padre e la scena della Natività

Dio Padre irrompe da un cielo carico di scure nubi. Sembra essere sostenuto da un vento traverso che turba le chiome e la barba canuta e gonfia il mantello di colore cangiante quasi fosse una grande vela. Le braccia sono spalancate, forse nell'atto della creazione, mentre le rughe che si delineano sull'ampia fronte, il lungo naso aquilino, le sopracciglia leggermente inarcate sottolineano la gravità del suo sguardo.
La Figura del Padre Eterno nella Cimasa della Pala della Sacra Famiglia con San Girolamo conservata nella chiesa milanese di Santa Maria presso San Celso presenta delle analogie con quello di San Simon. Simile è infatti l'impostazione generale e la postura delle braccia; anche i colori della veste e del mantello sono gli stessi, anche se invertiti.

#### Natività
Nel un povero giaciglio Gesù bambino sgambetta adagiato sulla paglia dorata e sembra torcersi, puntando il gomito sinistro, verso i pastori, forse incuriosito dall'agnello che uno dei due porta sulle spalle. Le membra paffute del neonato sono rese dal Bordon grazie a un attento effetto chiaroscurale.
La madonna, vestita di un ampio mantello cangiante e di una tunica purpurea, è inginocchiata di fianco all'umile giaciglio. Sembra frenare con la mano il movimento del piccolo Gesù sbilanciandosi in avanti.
La scena avviene sotto a una piccola capanna dal tetto squarciato che offre riparo anche all'asino e al bue, rappresentati in secondo piano. Dietro a una palizzata s'intravede il medesimo paesaggio montuoso che si apre alle spalle dei pastori e di san Giorgio.
San Giuseppe si appoggia a un bastone contemplando la scena. Indossa una tunica cangiante e ha le spalle coperte da un ampio mantello. La stessa figura appare anche nella pala raffigurante la Madonna in trono eseguita dal Bordone per la chiesa parrocchiale di Biancade attorno al 1540 e ora esposta nel museo Civico di Treviso.

#### I Pastori

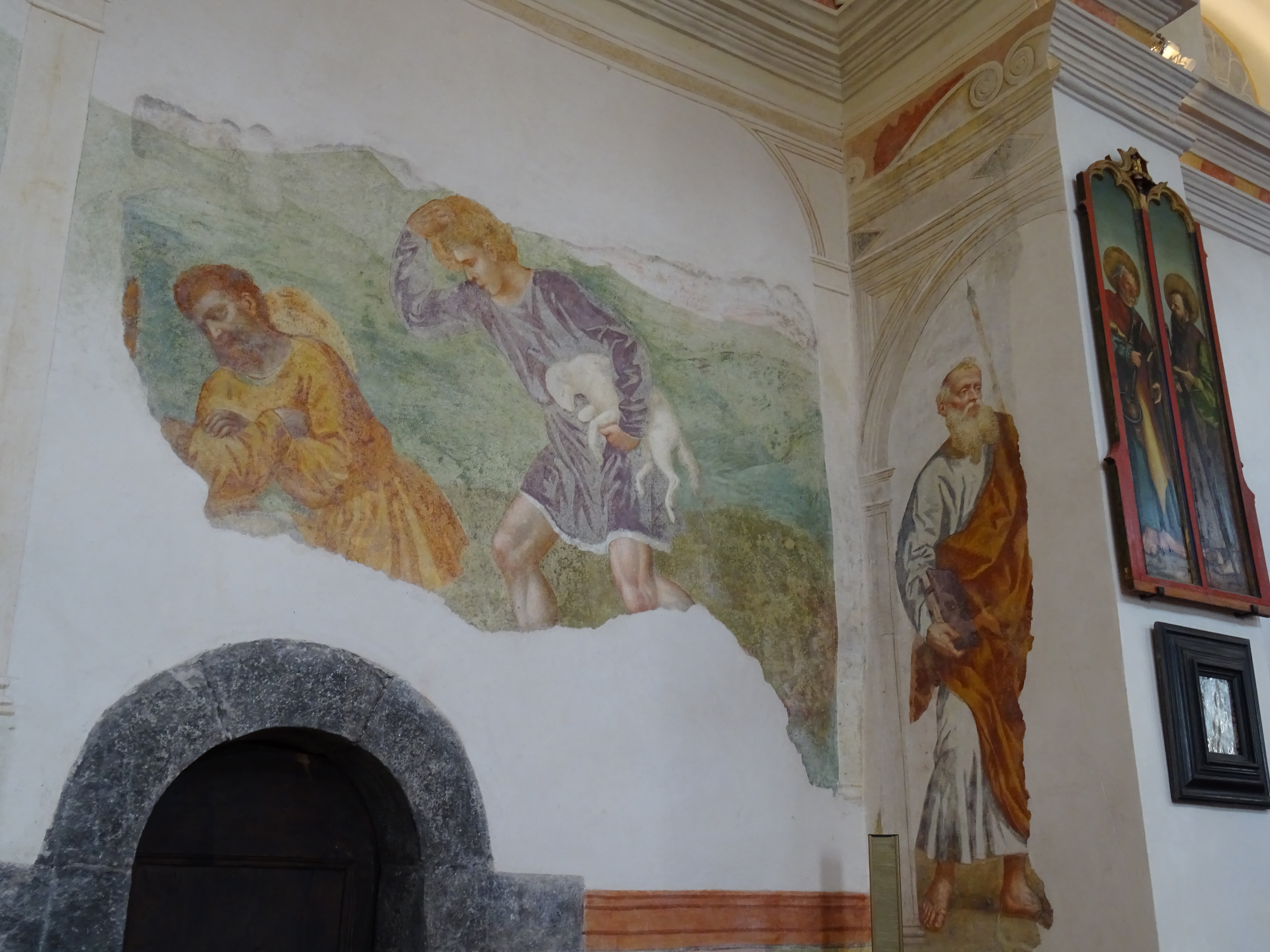
Adorazione dei pastori, san Simone o san Tommaso

Due pastori giungono da destra. Uno è già in ginocchio con le braccia incrociate mentre l'altro, foriero di un candido agnello, si sta togliendo il cappello in segno di rispetto. Paris Bordone nel dipingere queste due figure si è sicuramente ispirato a un quadro di Tiziano, “Adorazione dei Pastori”, ora conservato a Palazzo Pitti.
A causa delle infiltrazioni provenienti dal muro del campanile, lo stato di conservazione di questa parte della parete è critico.

### Parete Absidale

#### San Tommaso
Non tutti gli studiosi concordano sull'identità del santo raffigurato a sinistra dell'arco trionfale. Clauco Benito Tiozzo e D. Fontanive hanno avanzato l'ipotesi che esso sia l'apostolo Giovanni, F. Fizzutti, anche notando la somiglianza con l'affresco del martirio, lo identifica come san Simon. Per S. Claut e L. Serafini si tratta di san Tommaso.
Il Santo, ritratto con una folta barba e radi capelli canuti, indossa una tunica bianca in parte coperta da un mantello ambrato e dei semplici calzari.
Il voto è dipinto con sapiente acutezza ritrattistica: le gote incavate, il naso appuntito e lo sguardo rivolto verso lo scomparso catino absidale incutono all'osservatore un profondo senso di rispetto e devozione. Con la mano destra regge un libro mentre con la sinistra stringe una lancia, forse lo strumento del suo martirio.

#### Santa Barbara
Paris Bordone ha raffigurato la devota Barbara vestita di una tunica cangiante coperta da un ampio manto viola che la Santa solleva elegantemente con la mano sinistra. I capelli, dolcemente raccolti da una retina, incorniciano il capo leggermente piegato a destra in uno sguardo assorto. Al collo porta una collana di piccole perle simbolo di purezza. La mano destra regge una torre, molto rovinata, mentre a sinistra si riconosce la palma del martirio.

### Parete Sud

#### Arcangelo Michele
(Apocalisse 12,7-8)

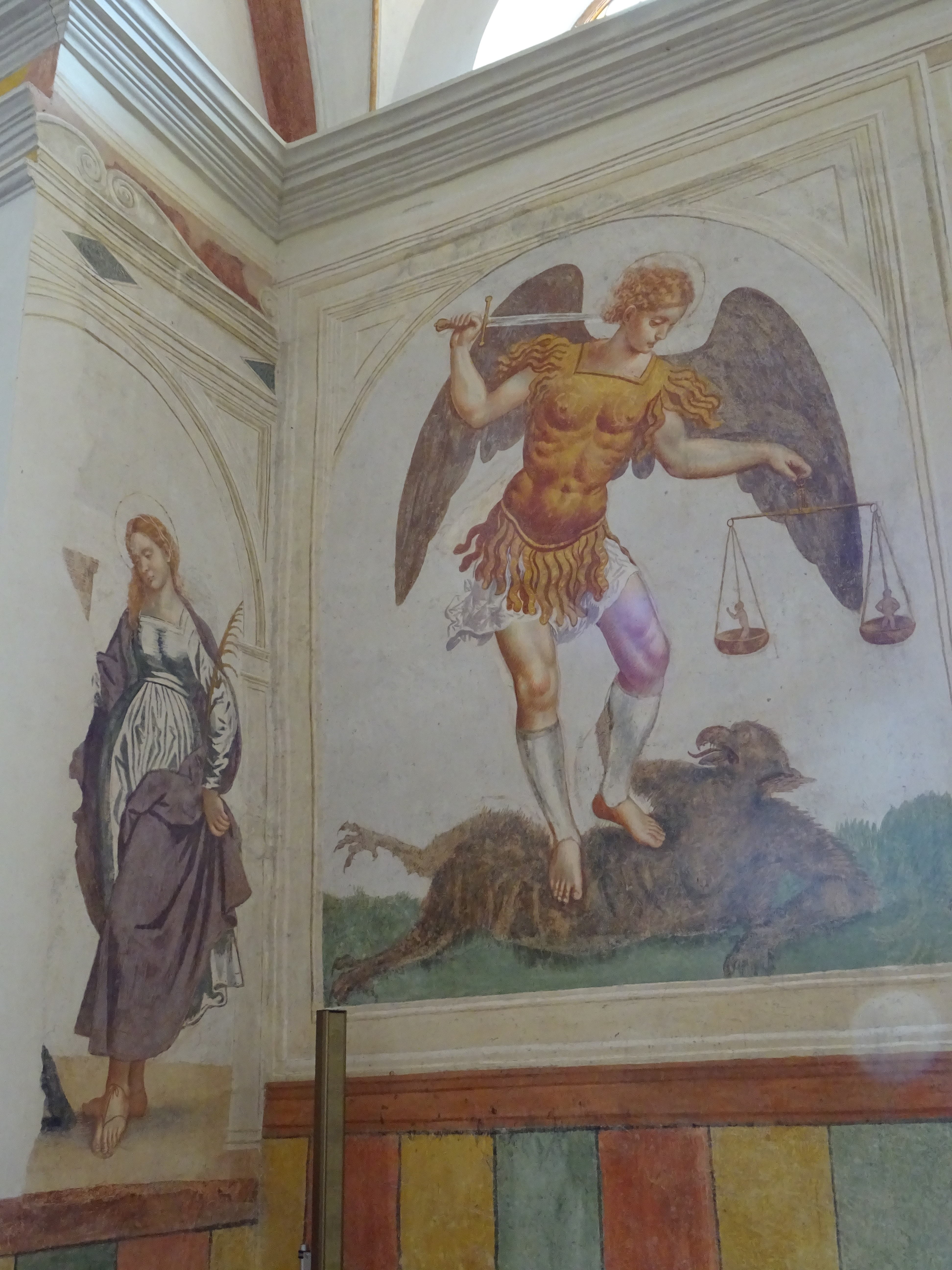
Santa Barbara e san Michele

Paris Bordone, nel dipingere l'Arcangelo Michele, rimane fedele alla tradizionale simbologia a esso legata: la creatura divina indossa una lucente corazza dorata di foggia romana e degli schinieri argentati, impugna con la mano destra una lunga spada mentre con la sinistra regge una bilancia con cui peserà le anime dei defunti, simbolo della giustizia divina. Ai suoi piedi il maligno, rappresentato come uno spaventoso demone zoomorfo, giace a terra sconfitto. L'orribile smorfia, i denti aguzzi e la lunga lingua sono in chiara antitesi con il bel volto sereno e altero e con la leggerezza e l'eleganza dell'arcangelo.

#### Ultima Cena

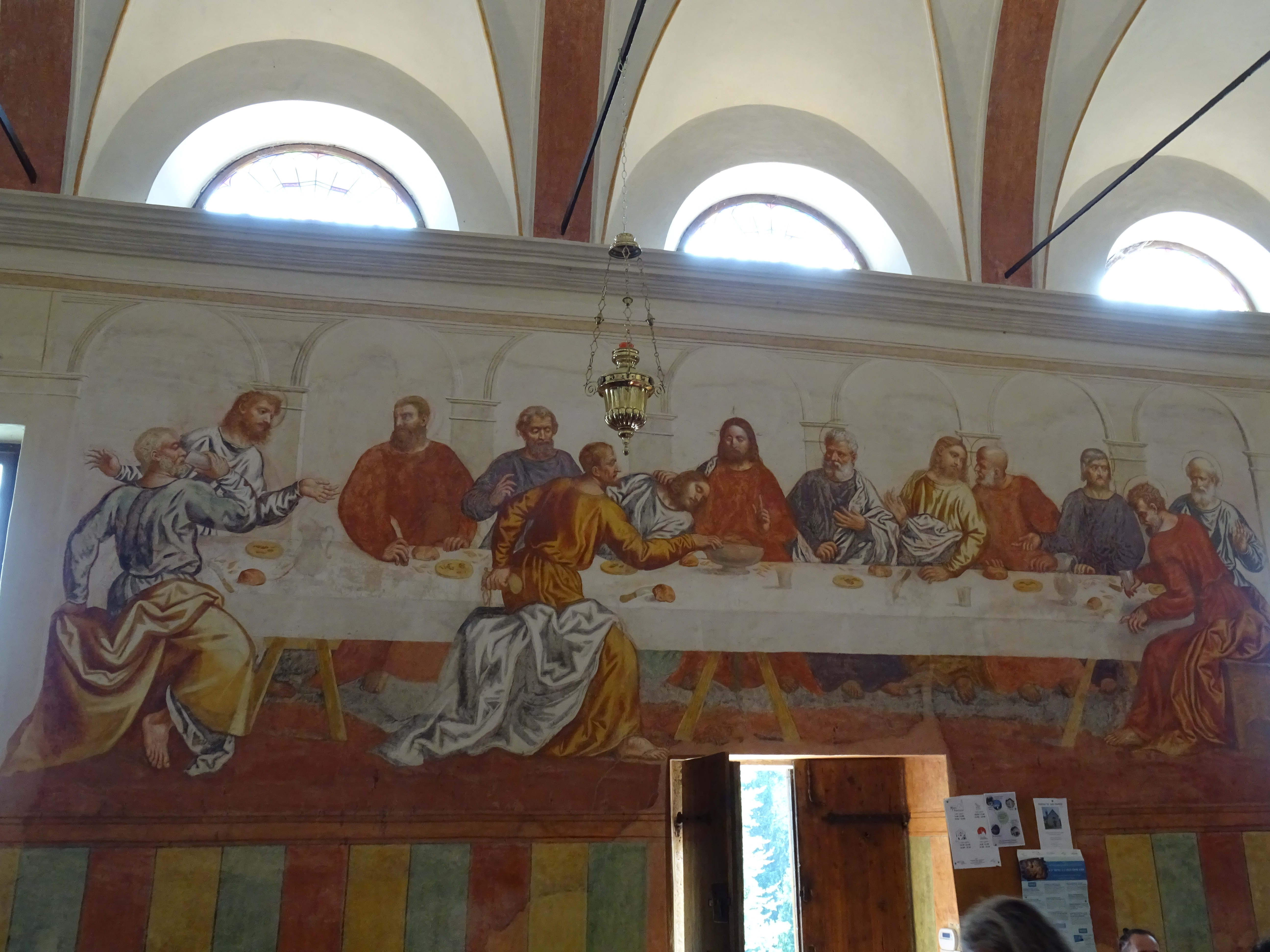
Ultima Cena

Sotto sette archi, attorno a un desco imbandito sobriamente siedono i dodici apostoli colti nell'attimo di smarrimento seguito alla dichiarazione del Cristo:
(Giovanni 13, 21-28)
Al centro, Gesù  guarda innanzi a sé con sguardo dolce e triste. Mentre la sua espressione è calma e misurata tra gli apostoli corre un turbamento che si manifesta nei movimenti nervosi, nell'aria sgomenta e stupita. Certa è l'identità del personaggio dipinto in primo piano al centro della raffigurazione: Giuda Iscariota nasconde infatti la borsa dei denari dietro alla schiena. Il dolce San Giovanni, chino sul petto di Gesù, è assopito. A sinistra del salvatore San Pietro, attonito, sta per rivolgersi a San Giovanni.
Sulla corta e candida tovaglia sono appoggiati quattro coltelli, diversi pani, sei mense, quattro bicchieri e due caraffe in vetro trasparente. Al centro, adagiato su di un piatto argenteo, è dipinto un volatile, pietanza principale del povero pasto, verso cui Giuda Iscariota allunga la mano, proprio come aveva predetto Gesù.
Bartolomeo, vestito di una tunica rosso saturo, impugna un coltello con cui indica sé stesso: la lama che tiene tra le dita è infatti l'arma con cui fu scuoiato dal fratello del re d'Armenia. Il suo sguardo è rivolto all'evangelista Matteo, il pubblicano, vestito di una tunica cangiane. In primo piano San Simon indossa la stessa tunica e il mantello con cui è stato raffigurato nella scena della cattura e del martirio.
Alla destra di Bartolomeo Giacomo Maggiore, figlio di Zebedeo, vestito di una scura tunica, osserva il giovane Giovanni, suo fratello, dolcemente adagiato sul petto di Gesù. In primo piano Giuda Iscariota indossa una lunga tunica ambrata. L'ampio mantello cangiante giace abbandonato sul sedile.
A sinistra di Gesù siede Pietro vestito di una scura tunica coperta da una toga cangiante. Accanto a lui è raffigurato Andrea, fratello maggiore di Pietro e primo seguace di Cristo, indossa una tunica gialla e una toga fissata sulla spalla destra. Filippo, attento e indagatore, sembra interrogarlo sulle dure parole appena udite.
La figura di Giuda Taddeo non assomiglia molto a quello del martirio ma indossa la stessa tunica scura. All'estremità della rappresentazione, Giacomo minore alza la mano sinistra in un gesto di stupore. Tommaso infine, vestito di una tunica scarlatta tiene in mano un bicchiere. Sembra titubante, assalito da dubbi: un ottimo indizio per identificarlo.
C. B. Tiozzo ha fatto notare la somiglianza tra il “Redentore” conservato nel Civico Museo di Ravenna e Cristo dell'Ultima Cena a San Simon.
Sono conosciute altre rappresentazioni della Cena Domini attribuibili al Bordone: negli anni ‘30 dipinse nella chiesa di Sant'Aronne a Cusighe (Belluno) un affresco, ambientato in un vasto salone, in cui gli apostoli appaiono molto più anziani. Nella chiesa veneziana di San Giovanni in Bràgora lasciò invece una grande tela che rappresenta il momento successivo: Giuda, rovesciato lo scanno su cui sedeva, lascia rapidamente la sala fra lo scompiglio degli astanti.

#### San Giorgio e il Drago

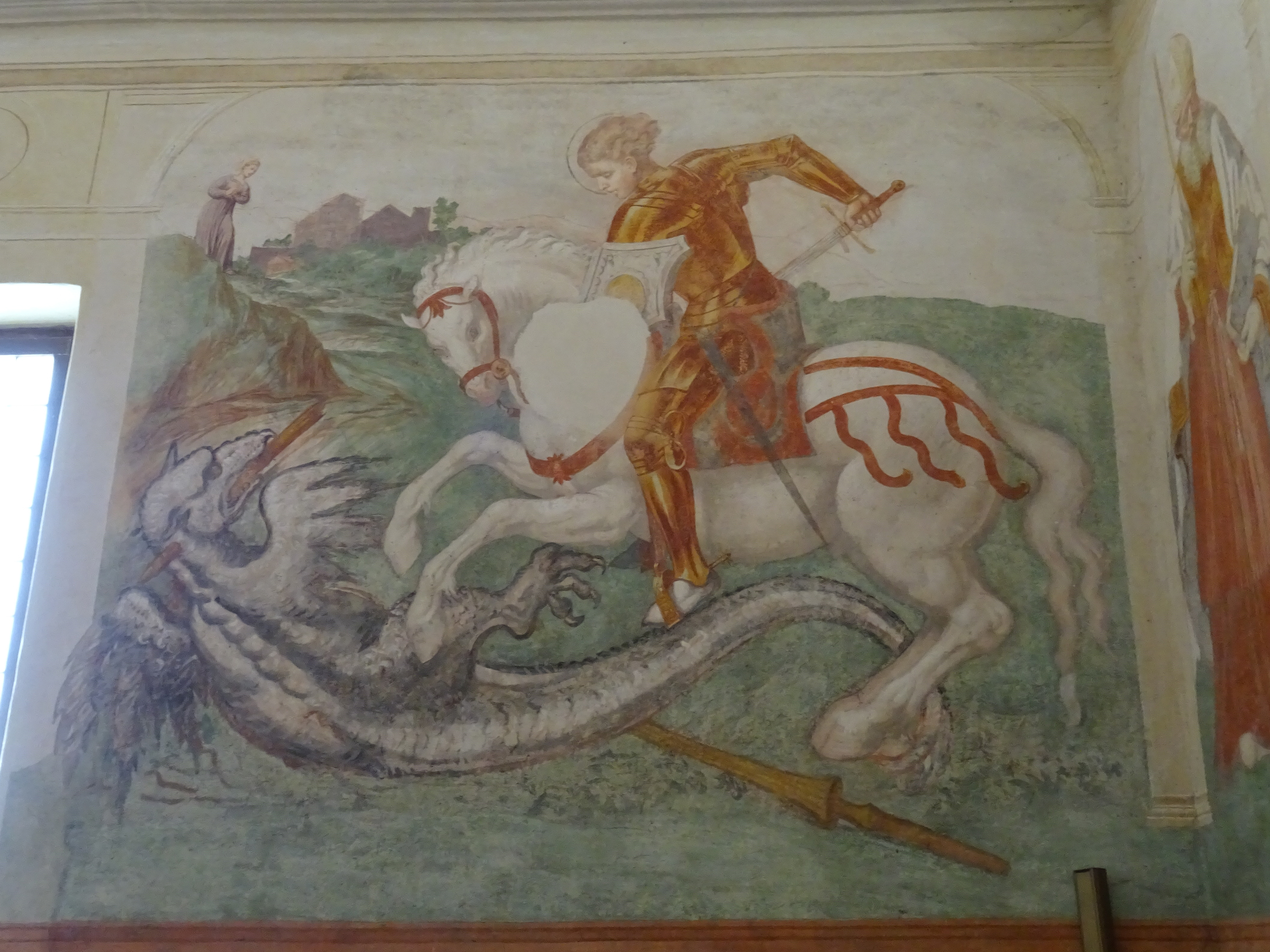
San Giorgio e il drago

San Giorgio è stato rappresentato da Paris Bordon in sella a un possente cavallo dal vello candido su cui risaltano i finimenti Rosso Venezia. L'eroe ha già colpito l'orrendo mostro con la lancia che giace a terra spezzata e si accinge a finirlo con la lucente lama; nella foga dell'assalto l'armatura di foggia rinascimentale brilla di riflessi dorati. Il santo brandisce una spada con la mano destra mentre il braccio sinistro è protetto da un piccolo scudo argenteo al cui centro si distingue un umbone dorato.
La lancia del santo ha trafitto il palato del drago, rappresentato dal Bordon con le ali spiegate, una lunga coda di serpente, artigli di rapace e un piccolo corno sulla fronte.
La principessa Silene assiste trepidamente l'esito dello scontro dall'alto di una rupe. Tutt'intorno si stendono le dolci colline dipinte con lievi gradazioni di verde giallo e terra di Siena bruciata. Sullo sfondo s'intravedono degli edifici, forse il palazzo della principessa.
La parte rovinata della superficie pittorica testimonia che in questa parte dell'aula era stata allestita una cantoria fissata direttamente sulla parete.
Straordinaria è la somiglianza fra l'affresco del 1549 e la pala dipinta dal Bordon per la chiesa di Noale nel 1525. Analogo è infatti il drago agonizzante, ferito al collo dalla lancia e simile è la posa del candido cavallo imbizzarrito. Alle spalle del cavaliere s'intravede invece un paesaggio urbano e il profilo di una cattedrale.